# Anemonia chubutensis
Anemonia chubutensis är en havsanemonart som beskrevs av Zamponi och Acuña 1992. Anemonia chubutensis ingår i släktet Anemonia och familjen Actiniidae. Inga underarter finns listade i Catalogue of Life.